# Сенгилеевский район
Сенгилеевский район — административно-территориальная единица (административный район) и муниципальное образование (муниципальный район) в Ульяновской области России.
Административный центр — город Сенгилей.

## География
Расположен на правом берегу Куйбышевского водохранилища.
Район богат полезными ископаемыми: кварцевыми и строительными песками, опоками, мергелем, мелом, цементом поэтому на его территории построены заводы по производству стройматериалов.
Сенгилеевский район расположен в центральной части Ульяновской области.
Протяженность с севера на юг — 42 км, с востока на запад — 37 км.
Площадь территории района 134,9 тыс. га.
Район граничит: с севера — с Ульяновским районом, с юга — с Самарской областью, с запада — с Тереньгульским районом, с востока — омывается Куйбышевским водохранилищем.
Расстояние до Ульяновска от районного центра — 78 км, до Димитровграда — 191 км, до Сызрани — 60 км, до Тольятти — 200 км.

## История
См. статьи: Сенгилей и Сенгилеевский уезд
Город Сенгилей. Официальная дата образования — 1666 год (Сенгилеевская слобода, Покровское). «С целью защиты от нападений кочевников русских поселений, расположенных южнее Симбирской черты, симбирский стольник и воевода князь Иван Иванович Дашков основал на правом берегу, вдоль старого городища, между речки Тушенки и Сенгилейки, по Самарской дороге, Сенгилеевскую слободу и поселил здесь белоярских захребетников Ваську Рыбникова с товарищами, которые записаны были на государеву службу».
15 сентября 1780 года село Покровское, Казанской губернии, состоявшее из трёх слобод — Станичной, Выборной и Бутырской, — было переименовано в уездный город Сенгилей Симбирского наместничества (с 1796 года — Симбирской губернии), и городу дан был герб: «в серебряном поле две большие тыквы с ветвями, означая, как сказано в докладе Правительствующего Сената, изобилие сего рода плода».
Посёлок Силикатный образован, как поселение для строительства и работы завода силикатных изделий в 1951 году.
Посёлок Красный Гуляй первоначально возник как железнодорожная станция «Красный Гуляй» Волжской рокады, на линии Сызрань I — Киндяковка в 1943 году. В 1948 году при железнодорожной станции был построен завод железобетонных конструкций и заселён посёлок.
Посёлок Цемзавод возник в 1913 году, как поселение вокруг цементного завода.
Село Тушна основано в первой половине XVII века «казаком Тушиным для раннего оповещения Симбирской крепости о появлении неприятеля».
Сенгилеевский район образован 16 июля 1928 года в составе Ульяновского округа Средне-Волжской области (с 1929 — Средне-Волжского края, с 1935 года — Куйбышевского края, с 1936 года — Куйбышевской области).
В 1929 году, ввиду упразднения Николо-Черемшанского района, в состав района вошли: Белоярский, Висло-Дубравский, Суходольский и Табурновский с/с, а в 1935 году эти с/с вновь вернули в восстановленный Николо-Черемшанский район.
В 1930 году из части территории района был образован Новодевиченский район.
С 19 января 1943 года вошел в состав Ульяновской области.

## Население
| 1939    | 1989    | 2002    | 2009    | 2010    | 2011    | 2012    | 2013    | 2014    |
| ------- | ------- | ------- | ------- | ------- | ------- | ------- | ------- | ------- |
| 36 381  | ↘29 334 | ↘26 338 | ↘24 966 | ↘23 260 | ↗23 272 | ↘23 053 | ↘22 958 | ↘22 725 |
| 2015    | 2016    | 2017    | 2018    | 2019    | 2020    | 2021    | 2024    | 2025    |
| ↘22 456 | ↘22 251 | ↘21 936 | ↘21 360 | ↘20 927 | ↘20 604 | ↘19 677 | ↘19 008 | ↘18 664 |

### Урбанизация
В городских условиях (город Сенгилей, рабочие посёлки Красный Гуляй, Силикатный и Цемзавод) проживают 66,99 % населения района.

### Национальный состав
Преобладают русские — 77,7 %, чуваши — 13,3 %, татары — 5,3 %, мордва — 1,2 % от полученных сведений о национальности.

## Административное деление
Сенгилеевский административный район в рамках административно-территориального устройства области делится на 1 город районного значения, 2 поселковых округа и 3 сельских округа.
Одноимённый муниципальный район в рамках организации местного самоуправления (муниципального устройства) включает 6 муниципальных образований, в том числе 3 городских поселения и 3 сельских поселения.
Город районного значения и поселковые округа соответствуют городским поселениям, сельские округа — сельским поселениям.
| № | Муниципальное образование            | Админ. центр                  | Количество населённых пунктов | Население (чел.) | Площадь (км²) |
| - | ------------------------------------ | ----------------------------- | ----------------------------- | ---------------- | ------------- |
| 1 | Сенгилеевское городское поселение    | город Сенгилей                | 2                             | ↘7194            | 59,72         |
| 2 | Красногуляевское городское поселение | рабочий посёлок Красный Гуляй | 3                             | ↘2648            | 10,84         |
| 3 | Силикатненское городское поселение   | рабочий посёлок Силикатный    | 3                             | ↗2993            | 27,39         |
| 4 | Елаурское сельское поселение         | село Елаур                    | 11                            | ↘1979            | 501,01        |
| 5 | Новослободское сельское поселение    | село Новая Слобода            | 6                             | ↘1862            | 296,66        |
| 6 | Тушнинское сельское поселение        | село Тушна                    | 6                             | ↘3001            | 453,41        |

### Населённые пункты
В районе находится 31 населённый пункт, в том числе 4 городских (из них 1 город и 3 рабочих посёлка) и 27 сельских:
| №  | Населённый пункт            | Тип             | Население | Муниципальное образование            |
| -- | --------------------------- | --------------- | --------- | ------------------------------------ |
| 1  | 35 км железнодорожного пути | разъезд         | 2         | Красногуляевское городское поселение |
| 2  | Алёшкино                    | село            | 614       | Новослободское сельское поселение    |
| 3  | Артюшкино                   | село            | 824       | Тушнинское сельское поселение        |
| 4  | Бекетовка                   | село            | 463       | Елаурское сельское поселение         |
| 5  | Буераки                     | село            | 3         | Новослободское сельское поселение    |
| 6  | Вырыстайкино                | село            | 262       | Новослободское сельское поселение    |
| 7  | Головка                     | посёлок         | 36        | Елаурское сельское поселение         |
| 8  | Екатериновка                | село            | 584       | Тушнинское сельское поселение        |
| 9  | Елаур                       | село            | ↘1014     | Елаурское сельское поселение         |
| 10 | Каменный Брод               | посёлок         | 28        | Елаурское сельское поселение         |
| 11 | Каранино                    | село            | 219       | Новослободское сельское поселение    |
| 12 | Красный Гуляй               | рабочий посёлок | ↘2630     | Красногуляевское городское поселение |
| 13 | Красный Гуляйчик            | посёлок         | 17        | Красногуляевское городское поселение |
| 14 | Кротково                    | село            | 489       | Елаурское сельское поселение         |
| 15 | Кучуры                      | посёлок         | 125       | Силикатненское городское поселение   |
| 16 | Лесной                      | посёлок         | 258       | Новослободское сельское поселение    |
| 17 | Мордово                     | село            | ↘317      | Елаурское сельское поселение         |
| 18 | Мордовская Бектяшка         | село            | 27        | Елаурское сельское поселение         |
| 19 | Никольское                  | село            | 83        | Елаурское сельское поселение         |
| 20 | Новая Слобода               | село            | 809       | Новослободское сельское поселение    |
| 21 | Новые Донцы                 | посёлок         | 3         | Елаурское сельское поселение         |
| 22 | Потапиха                    | село            | 2         | Тушнинское сельское поселение        |
| 23 | Русская Бектяшка            | село            | 576       | Елаурское сельское поселение         |
| 24 | Сенгилей                    | город           | ↗6407     | Сенгилеевское городское поселение    |
| 25 | Силикатный                  | рабочий посёлок | ↗2679     | Силикатненское городское поселение   |
| 26 | Смородино                   | село            | 61        | Тушнинское сельское поселение        |
| 27 | Станция Кучуры              | посёлок         | 219       | Силикатненское городское поселение   |
| 28 | Тушна                       | село            | 1141      | Тушнинское сельское поселение        |
| 29 | Утяжкино                    | посёлок         | 3         | Елаурское сельское поселение         |
| 30 | Цемзавод                    | рабочий посёлок | ↘787      | Сенгилеевское городское поселение    |
| 31 | Шиловка                     | село            | 978       | Тушнинское сельское поселение        |

## Местное самоуправление
Главой муниципального образования «Сенгилеевский район» является Александр Александрович Кудряшов.

## Экономика района
Сельское хозяйство: район производит зерно, овощи, фрукты; также здесь занимаются молочно-мясным животноводством.
В районе развито судоходство, есть железная дорога со станциями: Красный Гуляй (станция) и др. и автомобильная дорога — Ульяновск—Сызрань.
Ведущие предприятия
- ОАО «Кварц»
- ЗАО «Силикатчик»
- ООО «Симбирские стройматериалы»
- ООО «Ташлинский ГОК»
- ООО «МордовЦемент»

## Достопримечательности

### Памятники природы

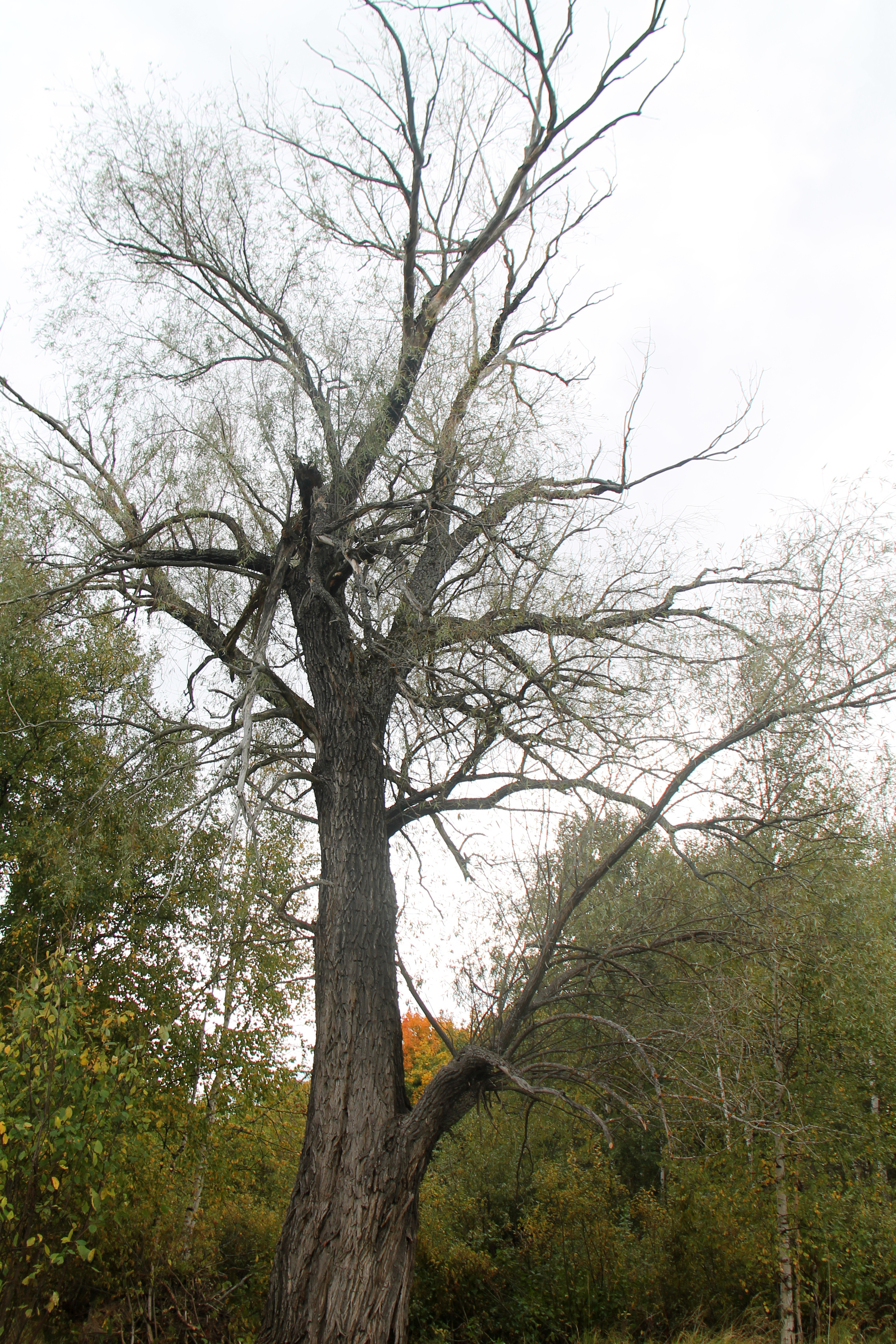
Ива в селе Утяжкино.

На территории Сенгилеевского района расположено несколько памятников природы, которые относятся к особо охраняемым природным территориям, так как они являются местами обитания редких видов диких животных и дикорастущих растений:
- Сенгилеевский государственный охотничий заказник — площадь 6200 га;
- Сенгилеевский государственный палеонтологический заказник — площадь 1700 га;
- Государственный ландшафтный заказник «Шиловская лесостепь» — площадь 2300 га[29];
- Кучуровские каменоломни;
- Горный сосняк на верхнемеловых отложениях в кв. 11 Сенгилеевского лесничества — площадь 4 га;
- Горный сосняк на отложениях палеогена в кв. 8 Сенгилеевского лесничества — площадь 12 га;
- Лесные верховья р. Сенгилейки — площадь 300 га;
- Долина реки Смородинки в кв. 9, 10, 20 Сенгилеевского лесничества;
- Оползневый цирк — площадь 22 га[30];
- Останец «Граное ухо» — площадь 7 га;

Также 11 августа 2015 года состоялось первое заседание рабочей группы по рассмотрению вопроса создания национального парка «Сенгилеевские горы» площадью 36 156 000 га. Создано (читайте статью: Сенгилеевские горы);
- Ветла Марии (п. Утяжкино) — В 2015 году дереву был присвоен статус памятника живой природы[31][32][33].

- Церковь Николая Чудотворца (Кротково);
- Покровский собор (Сенгилей) (утрачен);

## Религия
- Церкви Сенгилеевского района входят в Сенгилеевское благочиние Мелекесской епархии, Симбирской митрополии.

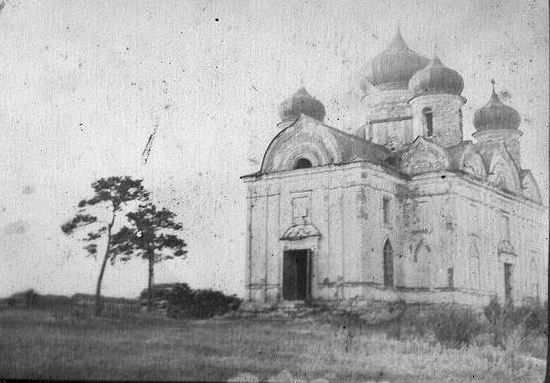
Церковь Николая Чудотворца (Кротково).
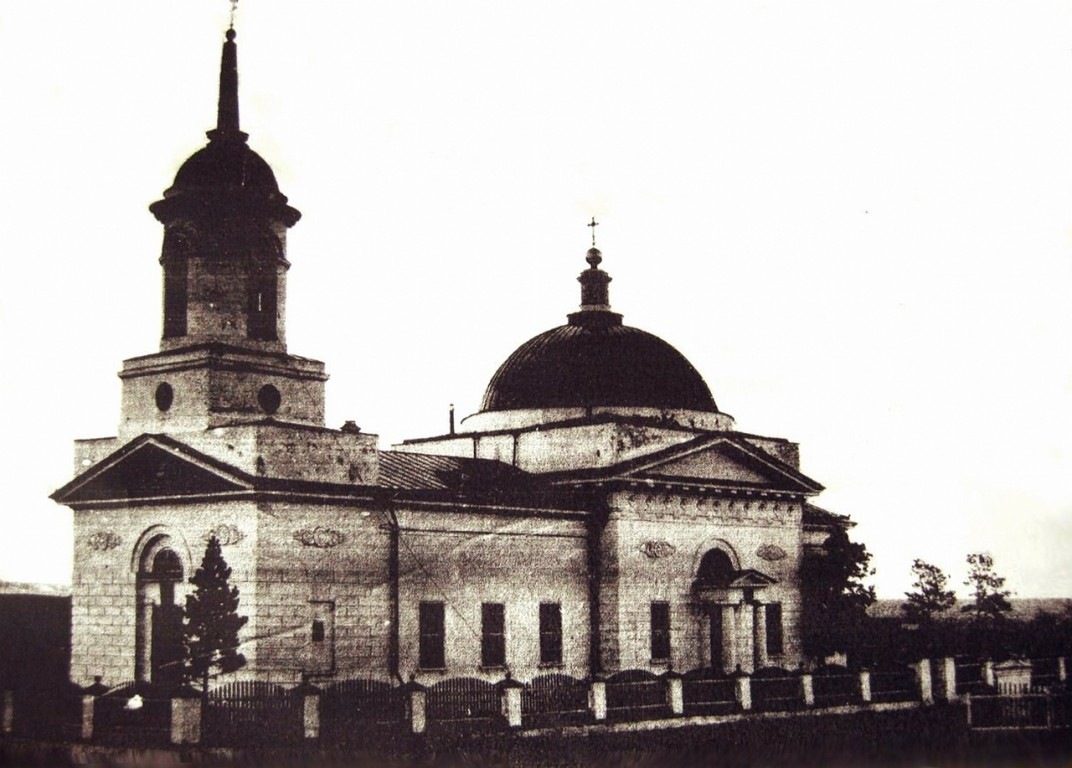
Церковь Рождества Христова (Бекетовка).
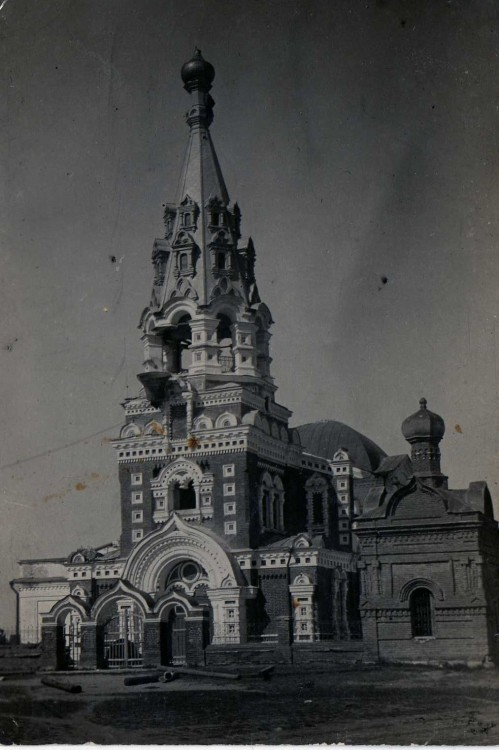
Покровский собор (Сенгилей, старый).
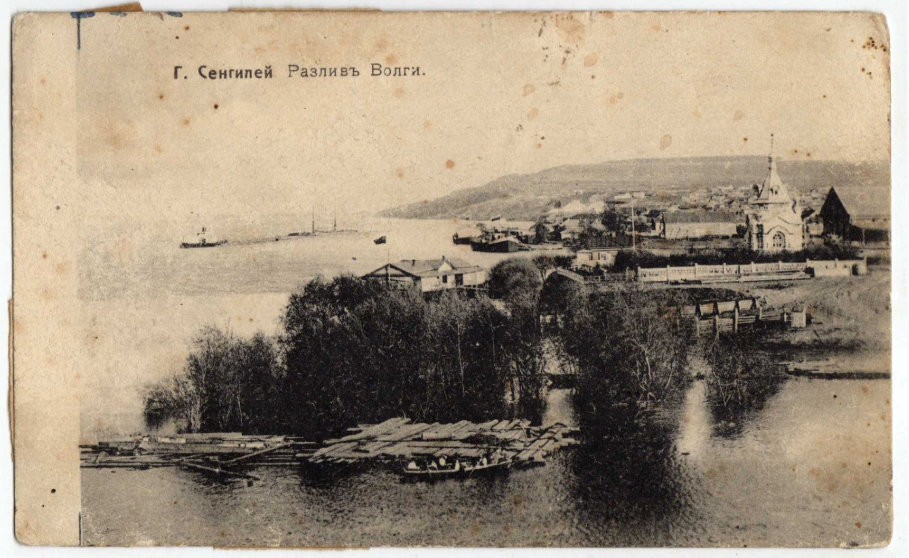
Сенгилей. Дореволюционная открытка. На берегу р. Волги, часовня, построена в память события 17 октября 1888 года — крушения императорского поезда.
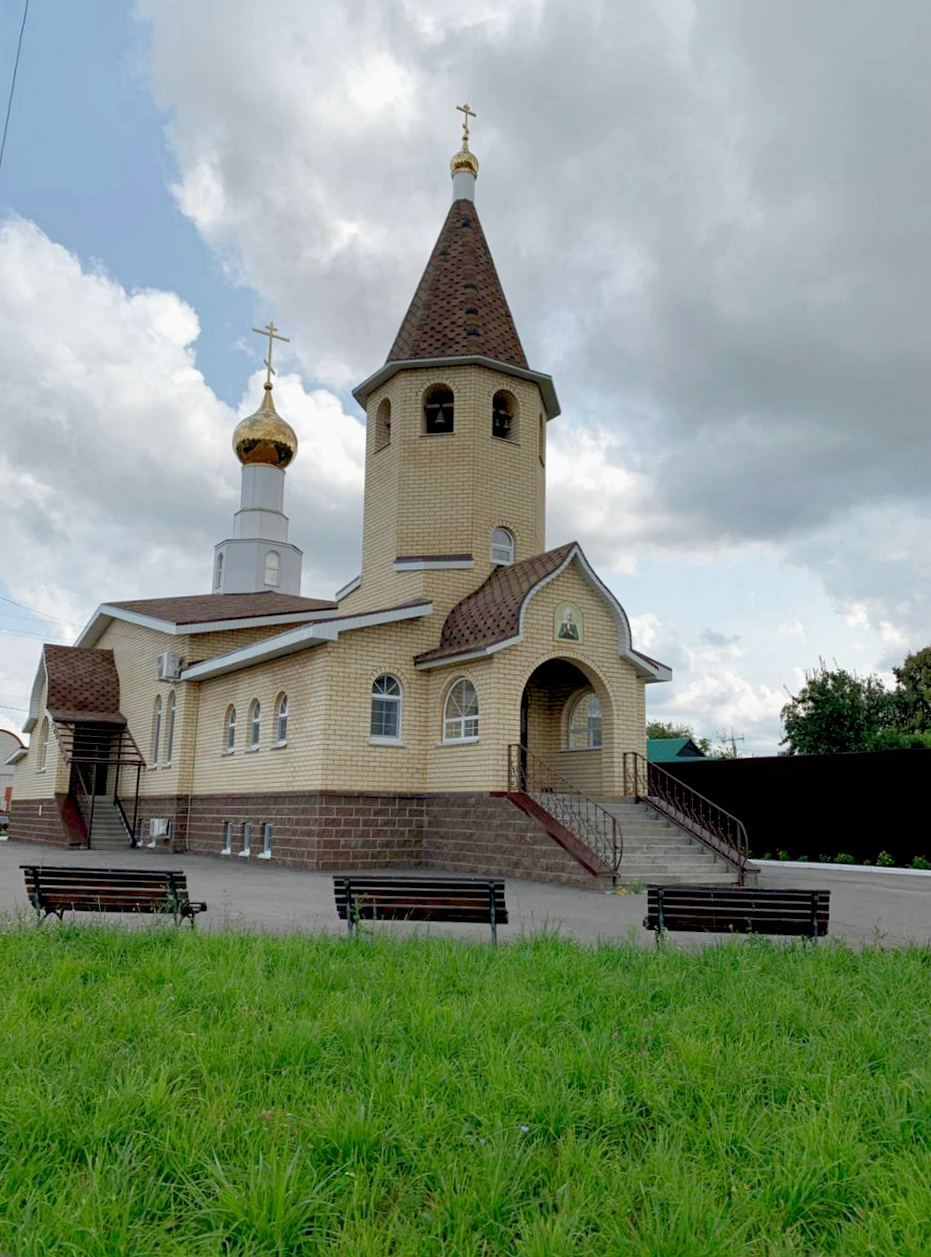
Храм блж. Матроны Московской р.п. Красный Гуляй.

## Известные люди
- Дмитриев, Алексей Петрович
- Жуков, Вадим Юрьевич
- Егоров, Михаил Михайлович
- Климахин, Сергей Ефимович
- Хорошев, Пётр Иванович
- Ургалкин, Алексей Константинович
- Прохоров Владимир Ильич – Герои Социалистического Труда, родился в 1932 году в селе Кротково Сенгилеевского района Ульяновской области, звеньевой колхоза «Победа» Чердаклинского района Ульяновской области[34].